# Stazione di Madonna delle Grazie
Stazione di Madonna delle Grazie vasútállomás Olaszországban, Gragnano településen.

## Vasútvonalak
Az állomást az alábbi vasútvonalak érintik:
- Torre Annunziata-Castellammare di Stabia-Gragnano-vasútvonal

## Kapcsolódó állomások
A vasútállomáshoz az alábbi állomások vannak a legközelebb:
- Stazione di Castellammare di Stabia
- Stazione di Gragnano